# Port Denison
Port Denison är en ort i Australien. Den ligger i delstaten Western Australia, omkring 310 kilometer norr om delstatshuvudstaden Perth. Antalet invånare är 1 213.
Trakten runt Port Denison är nära nog obefolkad, med mindre än två invånare per kvadratkilometer.. Närmaste större samhälle är Dongara, nära Port Denison. 
Genomsnittlig årsnederbörd är 415 millimeter. Den regnigaste månaden är juni, med i genomsnitt 74 mm nederbörd, och den torraste är februari, med 2 mm nederbörd.